# Chenonceaux

Chenonceaux este o comună în departamentul Indre-et-Loire, Franța. În 1 ianuarie 2022 avea o populație de 334 de locuitori.

## Obiective turistice
- Castelul Chenonceau